# Kumputunturi
Kumputunturi är ett berg i Finland.   Det ligger i den ekonomiska regionen  Fjäll-Lappland  och landskapet Lappland, i den norra delen av landet, 800 km norr om huvudstaden Helsingfors. Toppen på Kumputunturi är 579 meter över havet.
Terrängen runt Kumputunturi är huvudsakligen platt, men den allra närmaste omgivningen är kuperad. Kumputunturi är den högsta punkten i trakten. Trakten runt Kumputunturi är nära nog obefolkad, med mindre än två invånare per kvadratkilometer.